# 로버트 버드
로버트 칼라일 버드(영어: Robert Carlyle Byrd, 1917년 11월 20일 ~ 2010년 6월 28일)은 미국의 정치인이다. 1953년 ~ 1959년 하원의원, 1959년부터 2010년 세상을 떠날 때까지 상원의원으로 재직, 미국에서 가장 긴 기간 동안 국회의원으로 재직하였던 인물로 수석 상원의원, 상원의장인 부통령이 결석일 때 현안을 대행하여 처리하는 상원 임시 의장을 역임하였다.

## 경력

### 정치경력
노스캐롤라이나주에서 태어났으며, 1918년 스페인 독감 유행 때 모친을 잃고 웨스트버지니아주의 친척인 버드 집안에 입양되어 그 곳에서 성장했다. 마셜 대학교를 다니며 여러 직업을 전전하다 우연히 정계에 입문, 1946년 웨스트버지니아 주의회 하원의원, 1950년 주의회 상원의원으로 뽑혔다. 주의회에서의 성실한 태도를 인정받아 1952년 민주당 소속으로 연방 하원의원으로 선출되어 1953년 1월 3일부터 하원의원으로 재직했으며, 1958년 연방 상원의원에 당선되어 그 다음해부터 상원의원이 되어 2010년 세상을 떠날 때까지 재직하였다.
그는 어린 시절 넉넉하지 못한 가정 형편으로 고학으로 대학을 다니다 학위를 받지 못했으나, 타고난 성실성으로 정계 입문
후 학업을 재개하여 아메리칸 대학교에서 법학을 공부했으며, 1994년 마셜 대학교에서 학위를 뒤늦게 받았다.
젊은 시절, 백인 우월주의를 추종하는 극단적인 폭력단체인 쿠 클럭스 클랜(KKK)에 고위직을 수행하던 경력이 있으며, 1964년 상원에서 흑인 민권법안 통과에 반대하기도 했다. 1976년 대통령 선거에서는 민주당 예비선거에 후보 이름에 올라 웨스트버지니아주에서는 승리하기도 했다.
2006년 6월 12일, 상원의원으로 총 17,327일 재직하며 스트롬 서먼드의 최장 상원의원 재직 기록을 경신했고, 그 해 11월, 9번째로 6년 임기의 상원의원에 당선되었다. 또한 2009년 11월 19일, 상원과 하원을 합쳐 도합 56년 320일간 연속으로 국회의원으로 재직, 미국에서 가장 긴 기간 동안 국회의원으로 재직한 인물로 기록되었으며, 그 다음날인 11월 20일 92세 생일을 맞이하였다. 고령으로 거동이 불편한 편이었지만, 최근까지도 비교적 활발히 활동하며 주요 현안에 대해 적극적인 목소리를 내 왔다. 그러나 건강이 악화되어 2010년 6월 28일 향년 92세를 일기로 사망하였다. 1953년 1월 3일, 하원의원을 시작으로 죽기 전까지 연속으로 국회의원으로 재직한 일수는 모두 57년 176일이나 된다.종교는 미국 침례교회(American Baptist Church)이다.

## 역대 선거 결과
| 선거명      | 직책명                              | 대수  | 정당   | 득표율  | 득표수    | 결과 | 당락                           |
| ----------- | ----------------------------------- | ----- | ------ | ------- | --------- | ---- | ------------------------------ |
| 1950년 선거 | 상원의원 (웨스트버지니아 제9부)     | 50대  | 민주당 | 65.87%  | 23,843표  | 1위  | 웨스트버지니아 하원의원 당선   |
| 1952년 선거 | 하원의원 (웨스트버지니아 제6선거구) | 83대  | 민주당 | 55.58%  | 104,387표 | 1위  | 웨스트버지니아주 하원의원 당선 |
| 1954년 선거 | 하원의원 (웨스트버지니아 제6선거구) | 84대  | 민주당 | 62.73%  | 73,535표  | 1위  | 웨스트버지니아주 하원의원 당선 |
| 1956년 선거 | 하원의원 (웨스트버지니아 제6선거구) | 85대  | 민주당 | 57.40%  | 99,854표  | 1위  | 웨스트버지니아주 하원의원 당선 |
| 1958년 선거 | 상원의원 (웨스트버지니아 제1부)     | 86대  | 민주당 | 59.19%  | 381,745표 | 1위  | 웨스트버지니아주 상원의원 당선 |
| 1964년 선거 | 상원의원 (웨스트버지니아 제1부)     | 89대  | 민주당 | 67.67%  | 515,015표 | 1위  | 웨스트버지니아주 상원의원 당선 |
| 1970년 선거 | 상원의원 (웨스트버지니아 제1부)     | 92대  | 민주당 | 77.64%  | 345,965표 | 1위  | 웨스트버지니아주 상원의원 당선 |
| 1976년 선거 | 상원의원 (웨스트버지니아 제1부)     | 95대  | 민주당 | 100.00% | 566,359표 | 1위  | 웨스트버지니아주 상원의원 당선 |
| 1982년 선거 | 상원의원 (웨스트버지니아 제1부)     | 98대  | 민주당 | 68.49%  | 387,170표 | 1위  | 웨스트버지니아주 상원의원 당선 |
| 1988년 선거 | 상원의원 (웨스트버지니아 제1부)     | 101대 | 민주당 | 64.77%  | 410,983표 | 1위  | 웨스트버지니아주 상원의원 당선 |
| 1994년 선거 | 상원의원 (웨스트버지니아 제1부)     | 104대 | 민주당 | 69.01%  | 290,495표 | 1위  | 웨스트버지니아주 상원의원 당선 |
| 2000년 선거 | 상원의원 (웨스트버지니아 제1부)     | 107대 | 민주당 | 77.75%  | 469,215표 | 1위  | 웨스트버지니아주 상원의원 당선 |
| 2006년 선거 | 상원의원 (웨스트버지니아 제1부)     | 110대 | 민주당 | 64.42%  | 296,276표 | 1위  | 웨스트버지니아주 상원의원 당선 |